# Someone Great
Someone Great és una pel·lícula dels Estats Units del 2019 de comèdia romàntica dirigida per Jennifer Kaytin Robinson i protagonitzada per Gina Rodriguez, Brittany Snow i DeWanda Wise.
El febrer de 2018, Gina Rodriguez va signar per protagonitzar i produir una pel·lícula que servirà de debut a la direcció de Jennifer Kaytin Robinson a partir d'un guió que ella va escriure. La història va ser descrita com una història sobre la pèrdua, el creixement i, sobretot, el vincle etern de les amistats femenines.
El març de 2018, Brittany Snow i DeWanda Wise van ser elegits per interpretar els amics íntims del personatge de Rodríguez, mentre que Lakeith Stanfield es va unir al repartiment per interpretar l'exnòvio del personatge de Rodríguez. L'abril de 2018, Rosario Dawson es va unir al repartiment de la pel·lícula. El rodatge principal de la pel·lícula va començar el 2 d'abril de 2018.
La pel·lícula es va estrenar el 19 d'abril de 2019 només a Netflix com a Netflix Original.

## Repartiment
- Gina Rodriguez com a Jenny Young
- Brittany Snow com a Blair Helms
- DeWanda Wise com a Erin Kennedy
- Lakeith Stanfield com a Nate Davis
- Peter Vack com a Matt Lasher
- Rebecca Naomi Jones com a Leah
- Alex Moffat com a Will
- RuPaul Charles com a Hype
- Rosario Dawson com a Hannah Davis
- Michelle Buteau com a Cynthia
- Jaboukie Young-White com a Mikey
- Ben Sidell com a Gus
- Joe Locicero com a Paul
- Questlove com a ell mateix
- Jessie Reyez com a ella mateixa